# Luc de la Barre
Pour les articles homonymes, voir De La Barre.
Luc de la Barre  (La-Barre-en-Ouche, ca 1100 - Rouen, avril 1124), chevalier et trouvère "célèbre par sa bravoure et par l'enjouement de son esprit", seigneur de La-Barre-en-Ouche.
En 1122, plusieurs seigneurs normands prirent le parti de Guillaume Cliton, héritier légitime du duché de Normandie, que son oncle le roi d'Angleterre Henri Ier Beauclerc avait usurpé. Ce dernier fit arrêter plusieurs rebelles près de Rougemontiers, dont Geoffroy de Tourville, Odoard du Pin et Luc de la Barre. Outre le délit de rébellion, Luc de La Barre était accusé d'avoir tourné en ridicule le monarque dans plusieurs chansons satiriques.
Henri résolut de faire comparaître devant lui, à Rouen, ces trois prisonniers quelques jours après la Pâque de 1124, et il les condamna à la prison à vie et à avoir les yeux brûlés. Lorsque Charles Ier le Bon, comte de Flandre, osa avancer au Roi qu’il n’était pas d’usage de châtier les chevaliers vaincus d’une façon aussi cruelle, Henri lui répondit : « Je vais vous prouver qu’en ceci je ne fais que justice. Godefroy et Odoard étaient mes hommes. Ils ont rompu leur foi, violé leur serment de fidélité : et voilà pourquoi ils méritent ou la mort ou au moins d’être punis par la perte d’un membre. Quant à Luc de la Barre, il a fait plus, et a chanté publiquement d’injurieux sirventes. » Mais, quand les bourreaux saisirent Luc de la Barre pour l'aveugler, il aima mieux se fendre la tête contre les murs que d'être la victime de la cruauté du Roi.